# Robert DePalma

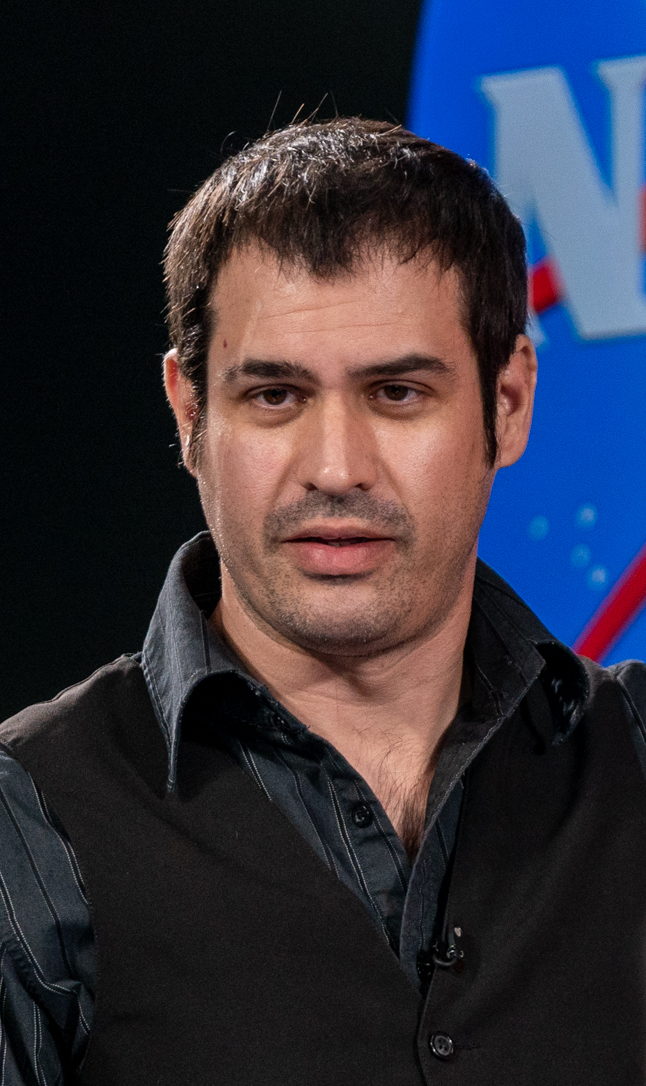
Robert DePalma

Robert DePalma (auch Robert Depalma, * 12. Oktober 1981) ist ein US-amerikanischer Wirbeltierpaläontologe, dessen Forschungsfokus auf dem terrestrischen Leben der späten Kreidezeit sowie auf dem Chicxulub-Meteoriteneinschlag vor 66 Millionen Jahren auf der mexikanischen Halbinsel Yucatán und dessen Folgen für das gesamte Leben liegt. Zugleich wirkt er als Kurator am Palm Beach Museum of Natural History.

## Leben und Werk
Robert DePalma ist der Sohn des Zahnarztes Robert De Palma Senior, der in Delray Beach praktizierte. Sein Großonkel Anthony war ein renommierter Orthopäde, der mehrere Standardlehrbücher im Bereich der Orthopädie schrieb. Dieser starb 2005 im Alter von 100 Jahren. Robert DePalma selbst wuchs in Boca Raton, Florida, auf. Robert DePalmas Interesse für Fossilien und Osteologie kam schon in frühen Jahren auf. Bereits als 14-Jähriger arbeitete er an einem Präparationslabor am Florida Museum of Natural History. Als er in die High School eintrat, hatte er bereits eine Lehrstelle am Denver Museum of Natural History angeboten bekommen. Er hatte zu dieser Zeit bereits tiefgehende Erfahrungen in der Rekonstruktion moderner und fossiler Skelette. Er begann seine Promotion an der University of Kansas. Aktuell (Stand Dezember 2022) wirkt Robert DePalma als Doktorand am Department of Earth and Environmental Sciences der University of Manchester. Als Wissenschaftler arbeitete er mit Museen auf der ganzen Welt zusammen wie dem Florida Museum of Natural History, dem University of Kansas Natural History Museum, der University of Manchester und dem American Museum of Natural History. Seit 1996 leitete er über 25 Expeditionen in den USA und im Ausland und vertiefte dabei entscheidend das Wissen über Naturgeschichte.
Seine Forschungsarbeiten umfassen die ersten bekannten Bernsteininsekten im Dinosaurierzeitalter aus der Hell-Creek-Formation, die Entdeckung und Beschreibung des riesigen Dinosauriers Dakotaraptor. Als vorläufig letztem Forschungsprojekt konzentrierte sich DePalma auf eine einzigartige Forschungsstätte namens Tanis in North Dakota, die Beweise für eine verheerende Überschwemmungswelle und Massensterben bewahrt, die durch den Chicxulub-Meteoriteneinschlag ausgelöst wurden. Diese Forschungsstätte repräsentiert eine geologische Momentaufnahme der ersten Stunden nach dem Meteoriteneinschlag von Chicxulub, der vor 66 Millionen Jahren das Massensterben der Kreidezeit und den Beginn des Paläogens herbeiführte.
Robert DePalma wurde mit der Entdeckung einer reichen Fossilienlagerstätte bekannt, die Fossilien vom selben Tag wie der Meteoriteneinschlag von Chicxulub auf der mexikanischen Halbinsel Yucatán zu enthalten scheint, der vor 66 Millionen Jahren das Massensterben der Kreidezeit und den Beginn des Paläogens verursachte. Diese Lagerstätte mit dem Namen Tanis befindet sich in der geologischen Formation Hell Creek in North Dakota. Die Entdeckung von Tanis erfolgte 2013. Es wird angenommen, dass dieser Fundort hoch wichtig ist. Er spiegelt die Ereignisse wider, die in den ersten Stunden nach dem Meteoriteneinschlag von Chicxulub auf der mexikanischen Halbinsel Yukatan abliefen. DePalma dokumentierte zusammen mit Walter Alvarez, Jan Smit (Universität Amsterdam), Florentin Maurrasse und Phillip Manning die Lebewesen, die die letzten Momente der Kreidezeit erlebten, um tiefgehende Details des letzten Massensterbens auf der Erde aufzuschlüsseln. Die Fundstelle Tanis ist etwa einen Meter tief, 18 Meter lang und 12 Meter breit. Dort wurden in einer Entfernung von über 3200 Kilometern vom Meteoritenimpaktort in Mexiko Fossilien von Süßwasserfischen wie Löffelstöre, eine von einem Ast aufgespießte Schildkröte, ein Baby-Flugsaurier durch eine seismisch induzierte Flutwelle abgelagert.

## Research Misconduct
Im Zusammenhang mit Forschung zur Fossillagerstätte Tanis wurde DePalma und seinem Team vorgeworfen, Forschungsdaten gefälscht zu haben, da das Team die einem Paper zugrundeliegenden Daten nicht vorweisen konnte.